# بروكور
شركة بروكور تكنولوجي Procore Technologies هي شركة برمجيات لإدارة مشاريع التشييد تأسست في عام 2003 ، ومقرها في كاربينتريا ، كاليفورنيا . تسمح برامجهم للفرق الكبيرة من شركات البناء ومالكي العقارات ومديري المشاريع والمقاولين والشركاء بالتعاون في مشاريع البناء الكبيرة ومشاركة الوصول إلى المستندات وأنظمة التخطيط والبيانات. و يمكن أيضًا تدفق البيانات والفيديو إلى النظام عبر طائرات بدون طيار( طائرات الدرون ).

Procore logo

اعتبارًا من نهاية عام 2015 ، كان لدى الشركة 1600 عميل، وفي عام 2016 كان لديها مشروعات لجني أكثر من 75 مليون دولار من إيرادات المستخدمين .
و تشمل قائمة العملاء شركة الانشاءات العملاقة Mortenson Construction. ،  والتي تعتبر ثاني أكبر مقاول منشآت رياضية في الولايات المتحدة 

## البرنامج
يشتمل برنامج إدارة المشاريع Procore على ميزات مثل محاضر الاجتماعات وكتابة الملاحظات على الرسومات الهندسية وتخزين المستندات لجميع المواد المتعلقة بالمشروع. وهو مصمم لدعم المدخلات من عدد من المصادر بما في ذلك رسائل البريد الإلكتروني وملفات PDF المعاد توجيهها.
ويمكن الوصول إلى النظام من جميع الأجهزة المحمولة المتصلة بالإنترنت. و يتم فرض رسوم على العملاء على أساس معدل الدوران السنوي لقيمة المشروع.

## ردود أفعال السوق
صنفت شركة مراجعة البرمجيات (Software Advice) برنامج بروكور في المرتبة الأولى بين برامج البناء الأكثر شعبية،  استنادًا إلى عدد المستخدمين وحركة البحث ووجود الوسائط الاجتماعية.
تم إدراج مكتب Procore في قائمة أفضل 11 مكتبًا في الولايات المتحدة 